# 村里
村、里，為中華民國之第四級行政區劃名稱。隸屬於區、縣轄市、鎮者稱為里；隸屬於鄉者稱為村。村和里下還有「鄰」之編組，目前中華民國臺灣地區共有7,748個村或里（1,888個村及5,860個里）。

## 歷史
民國前期地方行政區劃混亂，無統一規範，民國17年《縣組織法》（未施行）曾一度規定縣下設區（縣轄區）、區下設村里，民國18年改為鄉鎮，村里此後未曾再次出現於中國大陸地區。
而臺灣的各村（里）之來源，主要由日治時期之保甲制度改制或合併而來。
原先中華民國第四級及第五級行政區劃依據《縣各級組織綱要》及《市組織法》分別為保及甲，與日治時期的保甲名稱相同。
1943年開羅宣言宣布戰後臺灣將歸還中華民國後，重慶國民政府為調查並規劃戰後接收方針，於1944年在中央設計局成立臺灣調查委員會，並於1944年修訂《臺灣接管計劃綱要》其中第八條：
八、地方政制：以臺灣為省，接管時正式成立省政府。下設縣（市），就原有州、支廳、郡、市改組之，街、庄改組為鄉鎮，保甲仍暫其舊。
但1945年臺灣行政區域研究會針對戰後臺灣行政體系，所編寫之《臺灣行政區域研究會報告書》中討論：「臺灣現行保甲制度是否保留？抑照國內的保甲制度加以改組？」，該研究會一致主張廢除，理由是：
臺灣保甲制度與我國的保甲制度，名稱雖同，實際則異。因我國現行保甲制度，為鄉鎮內之組織；而臺灣保甲制度，與街庄毫無關係，完全為警察之統治機構，其目的在鎮壓人民反側，臺灣同胞對此制度久感痛苦，唯在敵人高壓之下，莫可如何，故將來收復臺灣後，此種制度，自無保留之必要。
且依據《中華民國憲政名鑑》：
村里鄰地位相當於我國其他各省之保甲，當時因：
1. 大陸各省所實行之保甲制度，係為適應剿匪抗戰等實際需要，含有自衛性質；
2. 由於日據時期日人以保甲爲工具控制人民，本省人民對保甲名稱印象惡劣等關係，

不採保甲制度，而於鄉鎮之下，依自然形勢、社會關係，將原「部落會」（保）改設爲村里「甲」改設爲鄰。:108
故在戰後臺灣省行政長官公署規定省轄市之轄區下，縣轄市及鎮之下設里，鄉之下設村，村里之下設鄰，係由保甲易名而來。
戰後初期村共有2982個，里共有3309個，鄰共有57468個
福建省下轄的金門縣及連江縣原皆在鄉鎮下置保甲，後都因戰地需求紛紛改制。
- 金門縣在1949年因應戰地需求，改革基層組織，改鄉鎮為區，保甲為村鄰。[6]:399
- 連江縣則先於1950年設立馬祖行政公署，共置六個區[註 1]，區下設村（街）、伍、戶，十戶為一伍，十伍為一村（街），後在1953年馬祖行政公署撤銷後，改村（街）為村（里），改伍為鄰。[7]:252

全國性的規範則需等到省縣自治法制定後，才明確規定鄉（鎮市區）下設村（里），村（里）設鄰。

## 組成及規模
村里日後因發展需要而更動十分頻繁。目前村 (里) 的劃分主要依照地理環境、交通運輸、都市計畫及行政區域範圍，而村 (里) 的規模則由各縣市的自治條例規範，偏遠地區只要一百戶即能設村 (里) ，但臺北市人口密集區域則最少為1千戶、最多為4千戶，彼此規模差異極大。

## 行政

### 村 (里) 長
村 (里) 隸屬於鄉鎮市區公所，設有村 (里) 辦公處，除了村 (里) 長一人外，還有村 (里) 幹事一名。
村長或里長任期4年，由村 (里) 民選舉產生，依法為義務無給職，任期4年，連選得連任。依照規定，村 (里) 長每個月可由鄉鎮市區公所獲得上限為臺幣4萬5千元的「事務補助費」，彌補村 (里) 長在交通、文具、郵電及水電上的支出。
權責
- 隨時督導村 (里) 幹事服勤情形及獎懲意見，得隨時向公所提出
- 召開村 (里) 工作會報 (每年召開2次) 及鄰長會議 (每年至少2次) 研討應興應革事項

村 (里) 工作會報由村 (里) 長、村 (里) 幹事、警勤區警員、學區內國民小學代表、衛生所代表、後備軍人輔導組長、婦女代表、農事小組長、水利小組長、漁民小組長、宗教團體代表、原住民生活改進協會代表、鄰長及地方熱心人士共同組成，由村 (里) 長主持
- 參加鄉鎮市區公所每二至四個月舉行之村 (里) 業務連繫會報，提供策進村 (里) 業務意見
- 召開村 (里) 民大會 (每2年召開乙次)
- 核發證書
  - 法院公證授權書
  - 日治時期徵召海外生死不明証明
  - 無謀生能力證明
  - 擁有農機證明書
  - 失蹤人口證明
  - 依賴薪津維持生活證明
  - 役男有其他重大事故證明
  - 役男遭受不可抗力之災害非本人不能處理證明
  - 役男入伍前後結婚證明
  - 役男直系血親死亡非本人不能處理證明
  - 身患重大疾病或不能行走證明
  - 無固定職業收入，家庭賴其生活證明
  - 採取沿海自用少量砂石證明
  - 飼養家畜、家禽、頭 (隻)數量證明
  - 公務人員住屋災害證明
  - 土地總登記名義人資格證明
  - 無力繳保費但需住院醫療者清寒證明

### 村幹事
村里幹事為基層公務員，由鄉鎮市區公所指派、輪調，襄理村 (里) 長各項業務，為村里事務的法定執行者。在偏遠地區，可能幾個村里需要共用一名幹事。村里幹事也負責保管村里事務之公物、公文書。
服務事項
- 推行政令，反映民意
- 推行村育樂活動
- 辦理社會救助、福利服務及其他建設事項
- 代繕各種申請書表及辦理村里辦公處證明書事項
- 分送有關役政通知單、徵集令及辦理役男身家調查及兵役資料之查報
- 辦理村例行會議，並加強鄰長會議，應按規定召開，並作成詳細記錄，以便查考
- 辦理各種公職人員選舉，選務工作
- 辦理房屋稅、地價稅發單催徵、綜合所得稅輔導申報、發單、催繳暨退稅及農業災害現金救助案件之受理與勘察工作
- 填寫戶長資料卡
- 辦理村工作會報之各項行政庶務
- 村長交辦事項
- 鄉鎮縣轄市區公所交辦事項

## 次分區、聯（合）里
在里與上級行政區之間，有些縣市會設有「次分區」或「聯 (合) 里」等非正式行政區劃，並不具法律地位，但可有效整合幾個相鄰的里做整體規劃。如臺北市各市轄區的次分區，桃園市桃園區的次分區，新竹市各市轄區的聯里、嘉義市各市轄區的聯合、花蓮縣花蓮市的聯合里等。

## 鄰
「鄰」為村里之下的行政編組，鄰不特別命名，以數字編號。鄰長通常不需要經過選舉，而是由村 (里) 長指派，再由鄉鎮市區公所聘任之義務職，也沒有辦公室、行政人員及經費補助，主要工作內容為協助村 (里) 長，每個鄰的規模從10戶至2百戶都有。
鄰為行政區劃編組，並非基層之地方自治單位。
閭鄰起源自西周，民國18年《縣組織法》將閭鄰正式規定為基層行政區劃，民國17年（1928年）《縣組織法修正草案說明書》提及：
至於閭鄰之制，仿自成周，山西用之，頗得其利，近時江浙豫皖陝甘各省，或完全採用，或略有變通，要皆大同小異，
民國28年《縣各級組織綱要》將鄉鎮之下行政區劃改為保甲，鄰自此從中國大陸消失。
臺灣光復後，臺灣省行政長官公署在村里下增設鄰：
茲為適應實際需要，村里之下編組為鄰，以十戶為原則，不得少於六戶，多於十五戶。
民國83年頒布《省縣自治法》，鄰再次成為中華民國法定行政區劃。

## 註解
1. ↑  白肯、東引、西洋、浮鷹、四礵、岱山